# Laffly V15
Il Laffly V15 era una famiglia di automezzi militari su telaio a quattro ruote motrici prodotto dalla francese Laffly. I diversi modelli furono usati dall'Esercito francese e dalla Wehrmacht durante la seconda guerra mondiale.

## Storia
La società Laffly, originariamente produttrice di mezzi pesanti quali autocarri ed autobus, negli anni venti e trenta si era specializzata nella progettazione di veicoli fuoristrada. I telai Laffly, in configurazione 6×6, si distinguevano per l'avanzano sistema di trasmissione e sospensione ed, esteticamente, per le due coppie di ruote folli, rispettivamente sotto al muso e tra il primo ed il secondo asse, che favorivano il superamento degli ostacoli.

### V15T
La cavalleria francese, in piena fase di motorizzazione, non era soddisfatta delle prestazioni delle tankette Renault UE nel traino delle sue batterie d'artiglieria leggera, in particolare a causa della scarsa potenza, della bassa velocità e del complicato sottoaffusto elastico necessario per il traino ad alta velocità di pezzi e cassoni con ancora ruote in legno. Venne richiesta quindi una Voiture de liaison tout terrain o VLTT (vettura fuoristrada da collegamento) in versione Tracteur, trattore d'artiglieria per pezzi leggeri. Dal Laffly S15 a sei ruote motrici venne estrapolato il 4×4 Laffly V15T, ordinato dall'Armée in 100 esemplari nel 1938. A causa del sovraccarico delle linee di produzione furono consegnate solo 80 vetture, seguite dalle altre 20 solo nel 1940. Allo scoppio della seconda guerra mondiale il trattore venne ordinato in massa ma risultava evidente che la Laffly non era in grado di sostenere la produzione in larga scala, la produzione venne concessa alla La Licorne.
Il V15T era carrozzato torpedo, con vano di guida anteriore e vano equipaggio posteriore con accesso sul lato sinistro e cofanature per le munizioni. Con una capacità di traino al gancio di 700 kg, il mezzo era destinato al traino dei cannoni controcarro da 25 mm Hotchkiss Mle 34 e APX SA-L 37.
Una sezione di due cannoni da 25 mm era equipaggiata con quattro V15T; due mezzi trainavano i cannoni, ognuno con un equipaggio formato da conduttore, capopezzo, cannoniere, caricatore e porta-munizioni; gli altri due mezzi, ognuno con un conduttore e quattro serventi, trasportavano il sergente comandante e le munizioni supplementari. Uno dei mezzi era armato con una mitragliatrice MAC 24/29 per la difesa locale.

### V15R
Il V15R era la versione da ricognizione (Reconnaissance) acquisita dall'Armée come Voiture de liaison tout terrain o VLTT (vettura fuoristrada da collegamento. Venne realizzata sullo stesso telaio del trattore leggero, con sospensioni anteriori indipendenti, altezza del motore ridotta ed altezza libera dal suolo invariata: l'asse anteriore rigido era sostituito da due semiassi articolati ai longheroni del telaio. La carrozzeria torpedo era leggermente più lunga e più bassa, con portelli di uscita posteriori su entrambe le fiancate.

## Tecnica
Il telaio, formato da due longheroni in acciaio profilati ad U, era a due assi a trazione integrale. Le ruote anteriori, direttrici, hanno ammortizzatore elicoidale, mentre gli assi posteriori sono indipendenti, su balestre. Una coppia di piccole ruote folli è posizionata sul muso del mezzo per meglio affrontare terrapieni e gradini; una seconda coppia è posta tra il primo ed il secondo asse, sotto la cabina di guida, per aiutare il superamento di dossi. I due modelli montavano in posizione avanzata un motore quadricilindrico a benzina Hotchkiss 486 da 2.300 cm³, erogante 52-55 CV a 3.300 giri/min.